# Глухов, Александр Викторович
Глухов Александр Викторович — российский художник. Член-корреспондент РАХ.

## Биография
Родился 20 сентября 1975 года в Москве;
Член-корреспондент Российской академии художеств (Отделение дизайна, 2012г.)
Член Московского Союза художников (с 1997 г.) Участник групповых выставок с 1999 года.
Произведения находятся в частных коллекциях в России, Германии, США, Англии.
Живёт и работает в Москве.
Образование
Окончил Московский государственный академический художественный институт им. В.И. Сурикова В 1999 году. Руководитель диплома - профессор, заслуженный художник РФ Ю.А. Шишков. Окончил аспирантуру МГАХИ им. В.И. Сурикова в 2003 году, руководитель аспирантуры - профессор, народный художник РФ П.Ф. Никонов.

## Основные проекты и произведения
«Город» (х.,м. 2003), «Шут с трубой и попугаем» (х.м.,2003), серия «Натюрморт» (х.,м. 2004), «Башня» (х.,м. 2007), «Шут с барабаном» (х.,м. 2007), «Бабка с козой» (х.,м. 2008), «Неубранный стол» (х.,м. 2008), «Гвозди» (х.,м. 2009), серия «Макар» (бум., шариковая ручка. 2016), серия «Катя и Макар» (бум., шариковая ручка. 2016), дизайн юбилейного альбома «75-лет МСХ» (2007), дизайн альбома «Москва-Таруса» (2009), дизайн книги «Виктор Глухов. Мастерская» (2011), альбом «Ирина Глухова. Метаморфозы» (2013), дизайн билетов и афиш к выставкам МСХ.
Персональные выставки
Всероссийская выставка «Москва-Санкт-Петербург» (Москва, Санкт-Петербург, 1999-2000), «Мир живописи», (ЦДХ, 2002), «70 лет Московскому Союзу художников» (ЦВЗ «Манеж», 2003), Молодёжный Салон (ЦДХ, 2003), выставка в галерее «Марс» (2004), «Мир живописи и скульптуры» (ЦДХ, 2006), групповая выставка четырёх (А. Глухов, А. Бубнова, Э. Русенко, М. Суворова. Кузнецкий мост, д. 20, 2006), юбилейная выставка «75 лет МСХ» (ЦВЗ «Манеж», 2007г.), «Мастерская учеников Н. Андронова» (Кузнецкий мост, д. 11, 2008г.), 30-я молодёжная выставка (Новый Манеж, 2009г.), юбилейная выставка «80 лет МСХ» (ЦДХ, 2012), «Метафизика. Дверь, окно, зеркало» (Кузнецкий мост,11, 2014), Международный Салон «Люди и мир» (ЦДХ, 2015), выставка «Молодые — вперед» (ЦДХ, 2015), участник выставки «Вместе» (РАХ, 2017)

### Государственные и общественные награды и премии
- Диплом и медаль «За заслуги в развитии изобразительного искусства» МСХ (2012)

Награды РАХ
- Золото Российской академии художеств (2012)
- Диплом РАХ (2017)
- Медаль «Достойному» (2017)